# Chinjusha

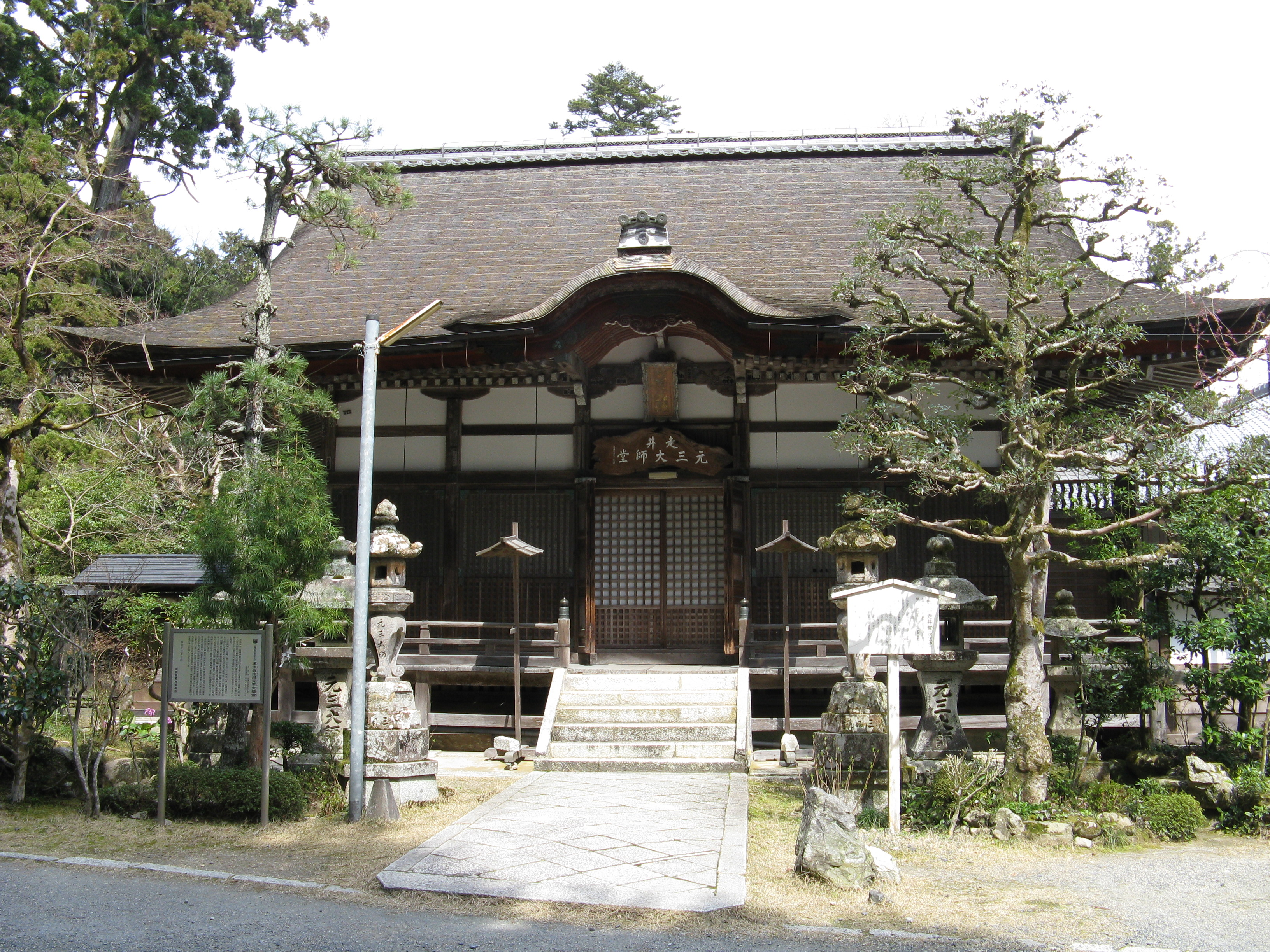
Hiyoshi-taisha est le sanctuaire tutélaire d'Enryaku-ji.

Au Japon, un chinjusha (鎮守社•鎮社, « sanctuaire tutélaire ») est un sanctuaire shinto qui vénère un kami tutélaire (鎮守神, chinjugami), c'est-à-dire un esprit protecteur qui garde une zone donnée, un village, un bâtiment ou un temple bouddhiste. Le palais impérial possède son sanctuaire tutélaire propre dédié aux vingt et un dieux gardiens d'Ise-jingū.
Les sanctuaires tutélaires sont généralement très petits, mais il existe un éventail de tailles et le grand Hiyoshi-taisha par exemple est le sanctuaire tutélaire d'Enryaku-ji. Le sanctuaire tutélaire d'un temple ou le complexe que forment deux bâtiments sont parfois appelés « temple-sanctuaire » (寺社, jisha),. Si un sanctuaire tutélaire est appelé chinju-dō, c'est le sanctuaire tutélaire d'un temple bouddhiste. Cependant même dans ce cas, le sanctuaire conserve son architecture distincte.

## Chinjugami
Un chinjugami est le kami tutélaire d'une zone donnée ou d'un bâtiment, comme un village ou un temple bouddhiste. Le terme aujourd'hui est synonyme de ujigami (ancêtre tutélaire du clan) et de ubusuna (産土神, lit. « kami de ville natale »), les trois mots avaient cependant à l'origine un sens différent. Alors que le premier se réfère à l'ancêtre d'un clan et le second au kami tutélaire de son lieu de naissance, le chinjugami est le kami tutélaire très respecté et vénéré d'un lieu donné. Les concepts étaient toutefois suffisamment proches pour se fondre au fil du temps.

## Histoire

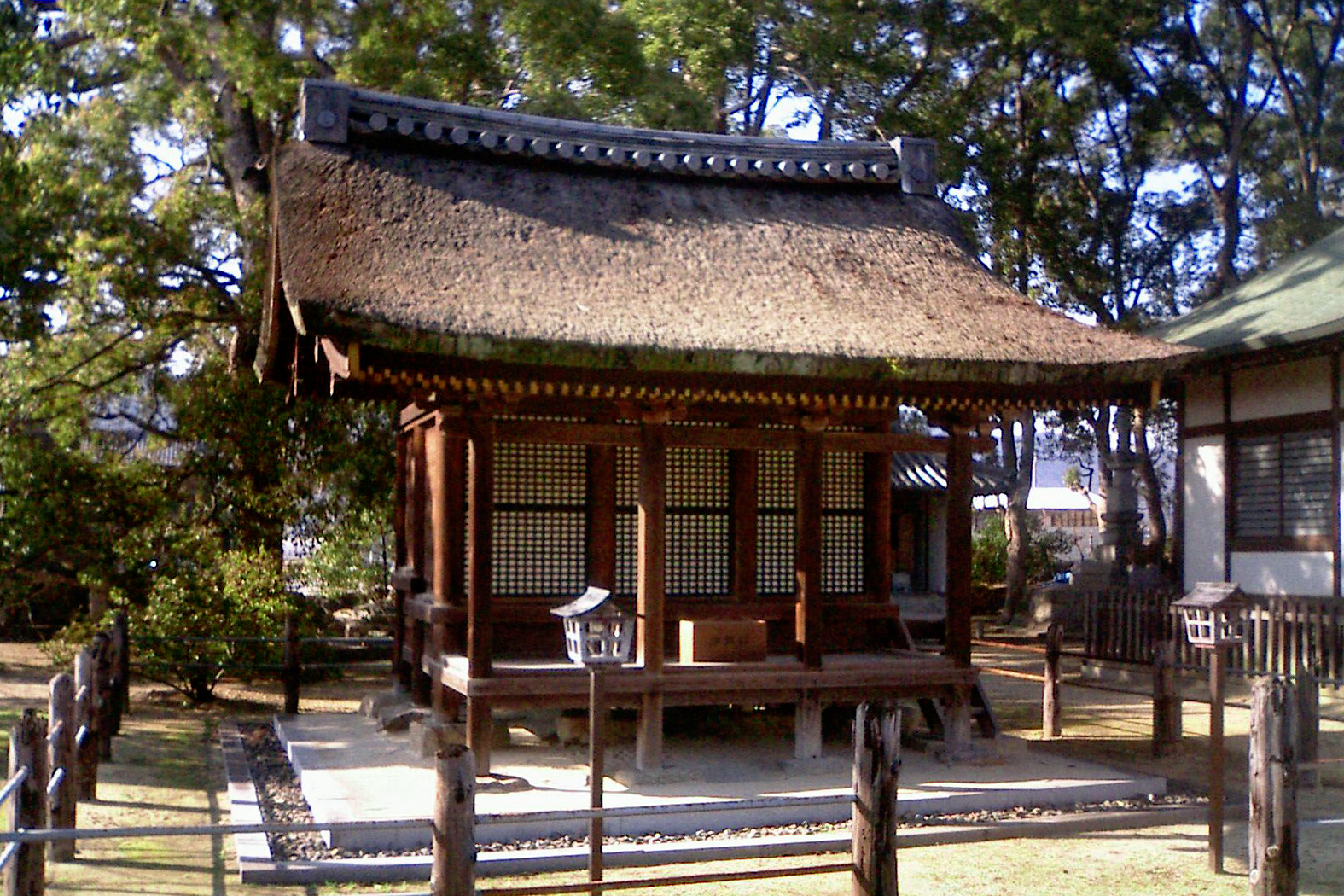
Le chinjū-dō de Motoyama-ji.

La présence fréquente, même aujourd'hui, d'un sanctuaire shinto à proximité ou au sein d'un temple bouddhiste a pour origine les efforts déployés par les Japonais pour concilier le culte des kamis avec le bouddhisme au Japon (pour plus de détails, voir l'article Shinbutsu shūgō). Un des premiers efforts en ce sens date de l'époque de Nara (710-794) avec la fondation de ce qu'on appelle les « sanctuaires-temples » (jingū-ji), complexes constitués d'un sanctuaire dédié à un certain kami et d'un temple bouddhiste. Cette solution syncrétique est présumée avoir ses racines dans le qié-lán-shen chinois (garanjin (伽藍神, lit. « kami du garan ») en japonais), dieux tutélaires des temples chinois.
La raison pour laquelle les temples bouddhistes et les sanctuaires shinto sont construits ensemble vient de l'idée que les kamis sont des êtres perdus qui ont besoin de la libération par la puissance du bouddha. Les kamis sont alors supposés être soumis au karma et à la réincarnation comme le sont les êtres humains, et les anciennes légendes bouddhiques racontent comment la tâche d'aider les kamis qui souffrent relève de l'action des moines errants.  Au cours de ses pérégrinations, quelque kami local apparaît en rêve au moine et lui parle de ses problèmes. Afin d'améliorer le karma du kami au moyen de rites et de lectures de sūtras, le moine construit un temple à côté du sanctuaire déjà existant du kami. De tels groupements existent déjà au VIIe siècle, par exemple à Usa dans l'île de Kyūshū où le kami Hachiman est vénéré en compagnie de Miroku Bosatsu (Maitreya) à Usa Hachiman-gū. En conséquence de la création des temples-sanctuaires, de nombreux sanctuaires qui jusqu'alors étaient des sites en plein air conformément à la tradition, deviennent des regroupements de bâtiments à la façon bouddhiste.
À la fin du même siècle, Hachiman a été déclaré être le kami tutélaire de Dharma et, un peu plus tard, un bodhisattva. Des sanctuaires commencent à lui être construits dans les temples (ce qu'on appelle les « temples-sanctuaires », ou jisha), ce qui marque une étape importante dans le processus de fusion de l'adoration des kamis et des cultes bouddhistes. Lorsqu'est construit le grand Bouddha de Tōdai-ji à Nara est également érigé dans les jardins du temple un sanctuaire pour Hachiman, en raison, selon la légende, d'un souhait exprimé par le kami lui-même. Après cet épisode, des temples dans tout le pays adoptent des kamis tutélaires comme Hachiman et lui construisent des temples.
Cette tendance à considérer les kamis comme des divinités tutélaires a été renforcée au cours de l'époque d'Edo (1603-1868) par le système danka. Parce que tous les sanctuaires étaient par la loi détenus et gérés par un temple bouddhiste, un grand nombre de leurs kamis en sont venus à être considérés comme les kamis tutélaires des temples.
En conséquence, jusqu'à l'ère Meiji (1868-1912), la grande majorité de tous les sanctuaires était de petite taille, n'avait pas de prêtre permanent et appartenait à un temple bouddhiste. À de très rares exceptions comme Ise-jingū et Izumo-taisha, ils faisaient simplement partie d'un complexe de « temple-sanctuaire » contrôlé par le clergé bouddhiste. Parce qu'ils sont dédiés à un kami local mineur, ils sont appelés par le nom du kami suivi par des termes tels que gongen (avatar), ubusuna ou myōjin (明神, « grand kami »). Le terme jinja (神社), à présent le plus commun, était alors rare. Tokusō Daigongen () et Kanda-myōjin sont des exemples de cet usage antérieur à l'ère Meiji.

## Exemples de sanctuaires tutélaires
- Hachiman, qui a joué un rôle important dans l'évolution des « temple-sanctuaires », est encore le kami tutélaire de nombreux temples importants, dont Tōdai-ji, Daian-ji, Yakushi-ji et Tō-ji.
- Les sanctuaires Akiha pratiquent un culte de protection contre le feu qui a pris naissance au Akihasan Hongū Akiha-jinja dans la préfecture de Shizuoka. Parce que pendant l'époque d'Edo le sanctuaire était sous l'administration du temple sōtō zen Shūyō-ji voisin, de nombreux sanctuaires Akiha affiliés sont les sanctuaires tutélaires d'un temple sōtō.
- Durant l'époque médiévale du Japon, de nombreuses propriétés appartenant à Kōfuku-ji et à son sanctuaire tutélaire Kasuga-taisha[9] se voient donner le kami Kasuga comme kami tutélaire, ce qui entraîne la propagation de ces sanctuaires à l'ensemble du pays.
- Le kami Inari est souvent le kami tutélaire de temples bouddhistes[10].
- Le grand Hiyoshi-taisha, à la tête d'un réseau de plus de 4 000 sanctuaires, est le chinjusha d'Enryaku-ji.